# Юршевский, Яков Яковлевич
Яков Яковлевич Юршевский (латыш. Jurševskis Jēkabs Jēkaba d., 26 декабря 1884 — 13 октября 1968)  — кадровый  офицер Русской императорской армии, участник Первой мировой войны, военспец в РККА, армейский штабной работник времён Гражданской войны, офицер Латвийской армии.

## Биография

На могиле Юршевского

Юршевский родился в Курляндской губернии в религиозной семье, лютеранин. Среднее  образование получил в учительской семинарии. В 1903 году был призван в армию, затем поступил в Виленское военное училище, из которого был выпущен подпоручиком в Петровский 88-й пехотный полк (1907). Участник Первой мировой войны в составе Пошехонского 268-го пехотного полка. В сентябре 1915 года в чине капитана (старшинство с 5 сентября 1915 года) был прикомандирован к Рижскому латышскому стрелковому батальону, занимая должность адъютанта его штаба. В дальнейшем адъютант штаба 14-й Сибирской стрелковой дивизии. За отличия был награждён Георгиевским оружием.
...268-го Пошехонского, Якову Юршевскому за то, что будучи в чине поручика, в бою в ночь с 27-го на 28-е апреля 1915 года, у д. Козлов-Бискупи, командуя батальоном, захватил и удержал важный пункт неприятельской позиции, взяв в плен одного офицера и 27 нижних чинов, при этом, идя во главе своего батальона, был тяжело ранен.

— Высочайший Приказ от 24 декабря 1916 года, стр. 36
Подполковник (старшинство с 19.10.1916.). Был командирован  на ускоренные курсы второй очереди в Николаевскую академию Генерального штаба (1917), по окончании курсов занимал должность старшего адъютанта штаба 3-й Кавказской стрелковой дивизии.

## Служба в РККА
В 1918 году добровольно вступил в Красную Армию, приказом по ГШ за №22 (от 23.03.1918) был причислен к Генштабу. Служил в Старорусском отряде, входящем в Северный участок отрядов завесы. Участник гражданской войны на Восточном фронте, командующий Шихранской группы  (1230 чел.), переформированную затем в полк и включённую в состав 26-й стрелковой дивизии красных.
Участник советско-польской войны 1920 года в составе 4-й армии РККА. Незадолго до Варшавского сражения был назначен на должность начальника штаба 3-го кавалерийского конного корпуса Гая, сменив на этом посту Вилумсона. Последний раз был отмечен в списках Генштаба РККА  — 7 августа 1920 года.
Во время Варшавского сражения 3-й конный корпус нанёс значительный урон противнику, но при отступлении красных сил Западного фронта  оказался в очень тяжёлом положении, — прижатым к границе с Восточной Пруссией. В течение нескольких дней части корпуса вели беспрерывные бои в окружении и 26 августа 1920 года перешли Германскую границу, где были интернированы.

## Служба в армии Латвии
Осенью 1920 находился в германском лагере для интернированных «Арис».  Приняв предложение от представителей из Латвии,  вернулся в Ригу. Пройдя через фильтрацию,  закончил местные офицерские курсы и был включён в кадровый состав Латвийской армии.
  В дальнейшем командовал 11-м Добельским пехотным полком, затем 5-м Цесисским пехотным полком. В отставку вышел в 1935 году.  Во время Великой Отечественной войны, осенью 1944 года, оказался беженцем в Курляндском котле, откуда бежал в Германию. До 1947 года находился в Дюссельдорфском лагере для перемещённых лиц, затем снова вернулся в Латвию. До своей смерти в 1968 году проживал в  Дзинтари (Юрмала), похоронен на кладбище в Яундубулты.

## Награды
- Георгиевское оружие за отличие в Пошехонском 268-м пехотном полку (ВП 24.12.1916)
- орден Св. Анны 4-й ст. с надписью «За храбрость» (ВП 28.06.1915)
- Св. Анны 3-й ст. с мечами и бантом
- Св. Анны 2-й ст. с мечами
- Св. Станислава 3-й ст. с мечами и бантом
- Св. Станислава 2-й ст. с мечами
- Военный орден Лачплесиса